# Kauno Kleemola

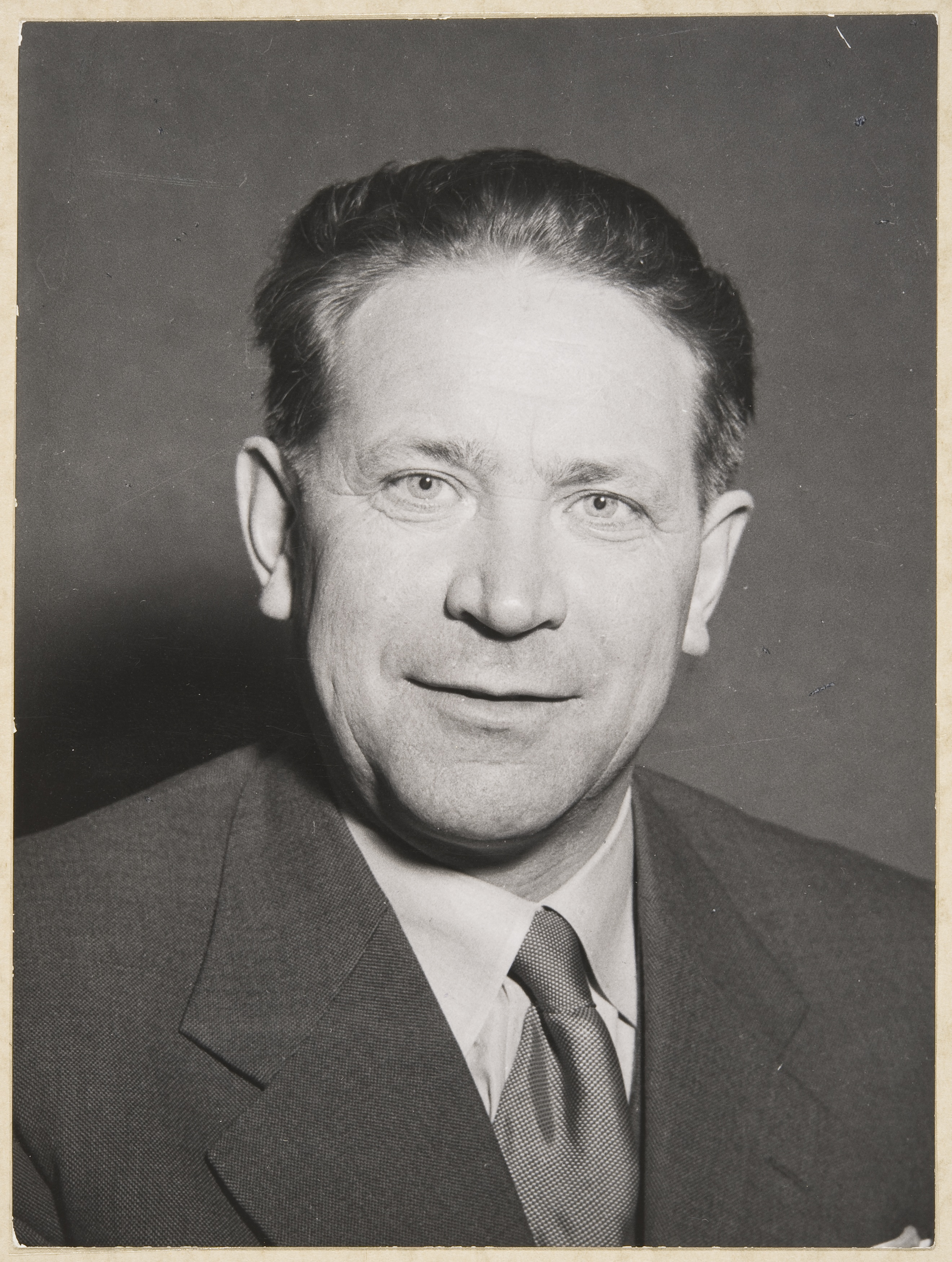
Kauno Kleemola (1950er Jahre)

Kauno Antero Kleemola (* 5. Juli 1906 in Kälviä, heute: Kokkola; † 12. März 1965 in Kannus) war ein finnischer Politiker des Landbundes ML (Maalaisliitto), der unter anderem mehrmals Minister sowie zuletzt von 1962 bis zu seinem Tode 1965 Präsident des Reichstages (Eduskunta) war.

## Leben
Kauno Antero Kleemola war als Landwirt tätig und wurde bei der Wahl am 1. und 2. Juli 1939 für den Landbund ML (Maalaisliitto) erstmals zum Mitglied des Reichstages (Eduskunta) gewählt und gehörte diesem bis 1945 an. Bei der Wahl am 1. und 2. Juli 1948 wurde er für den Landbund abermals zum Mitglied des Reichstages gewählt, dem er nunmehr bis zu seinem Tode am 12. März 1965 angehörte. Am 17. März 1950 übernahm er im Kabinett Kekkonen I erstmals ein Regierungsamt und fungierte bis zum 17. Januar 1951 als Minister im Ministerium für Verkehr und öffentliche Arbeiten (2. Kulkulaitosministeri). Zugleich war er in Personalunion zwischen dem 24. März und dem 30. September 1950 Minister im Sozialministerium (Ministeri sosiaaliministeriössä). Im darauf folgenden Kabinett Kekkonen II blieb er vom 17. Januar bis zum 20. September 1951 Minister im Ministerium für Verkehr und öffentliche Arbeiten und bekleidete das Amt als Minister im Ministerium für Verkehr und öffentliche Arbeiten zwischen dem 20. September 1951 und dem 9. Juli 1953 auch im Kabinett Kekkonen III.
Kleemola wurde zudem 1951 als Nachfolger von Arvo Vartia Vorsitzender des Staatlichen Sportrates (Valtion liikuntaneuvosto) und bekleidete diese Funktion bis zu seinem Tode, woraufhin J. E. Niemi seine Nachfolge antrat. Zugleich übernahm er 1951 von Väinö Adolf Mathias Karikoski die Funktion als Vorsitzender des Finnischen Sportverbandes SVUL (Suomen Valtakunnan Urheiluliitto) und hatte diese bis zu seiner Ablösung durch Akseli Kaskela 1960 inne.
Im Kabinett Kekkonen IV wurde Kauno Kleemola am 9. Juli 1953 Verteidigungsminister Finnlands (Puolustusministeri) und verblieb in diesem Amt bis zum 17. November 1953. Im Kabinett Fagerholm II übernahm er am 3. März 1956 das Amt als Minister für Handel und Industrie (Kauppa-ja teollisuusministeri) und bekleidete dieses bis zum 27. Mai 1957. Am 13. Januar 1959 erfolgte seine Ernennung zum Minister für Verkehr und öffentliche Arbeiten (Kulkulaitosministeri) im Kabinett Sukselainen II und hatte dieses Amt bis zum 14. Juli 1961 inne. In diesem Kabinett fungierte er zuletzt vom 3. bis zum 14. Juli 1961 auch für elf Tage als Stellvertretender Ministerpräsident. Im darauf folgenden Kabinett Miettunen I übernahm er am 14. Juli 1961 weiterhin das Amt als Minister für Verkehr und öffentliche Arbeiten und übte dieses bis zum 26. Februar 1962 aus, woraufhin Eeli Erkkilä seine Nachfolge übernahm. 1962 wurde er auch Mitglied des Landwirtschaftsrates (Maanviljelysneuvos).
Kurz vor seinem Ausscheiden aus der Regierung wurde Kleemola am 24. Februar 1962 als Nachfolger von Karl-August Fagerholm zum Präsidenten des Reichstages gewählt. Er versah dieses Amt bis zu seinem Tode am 12. März 1965. Die Nachfolge übernahm danach erneut Karl-August Fagerholm.